# 阿波銀行

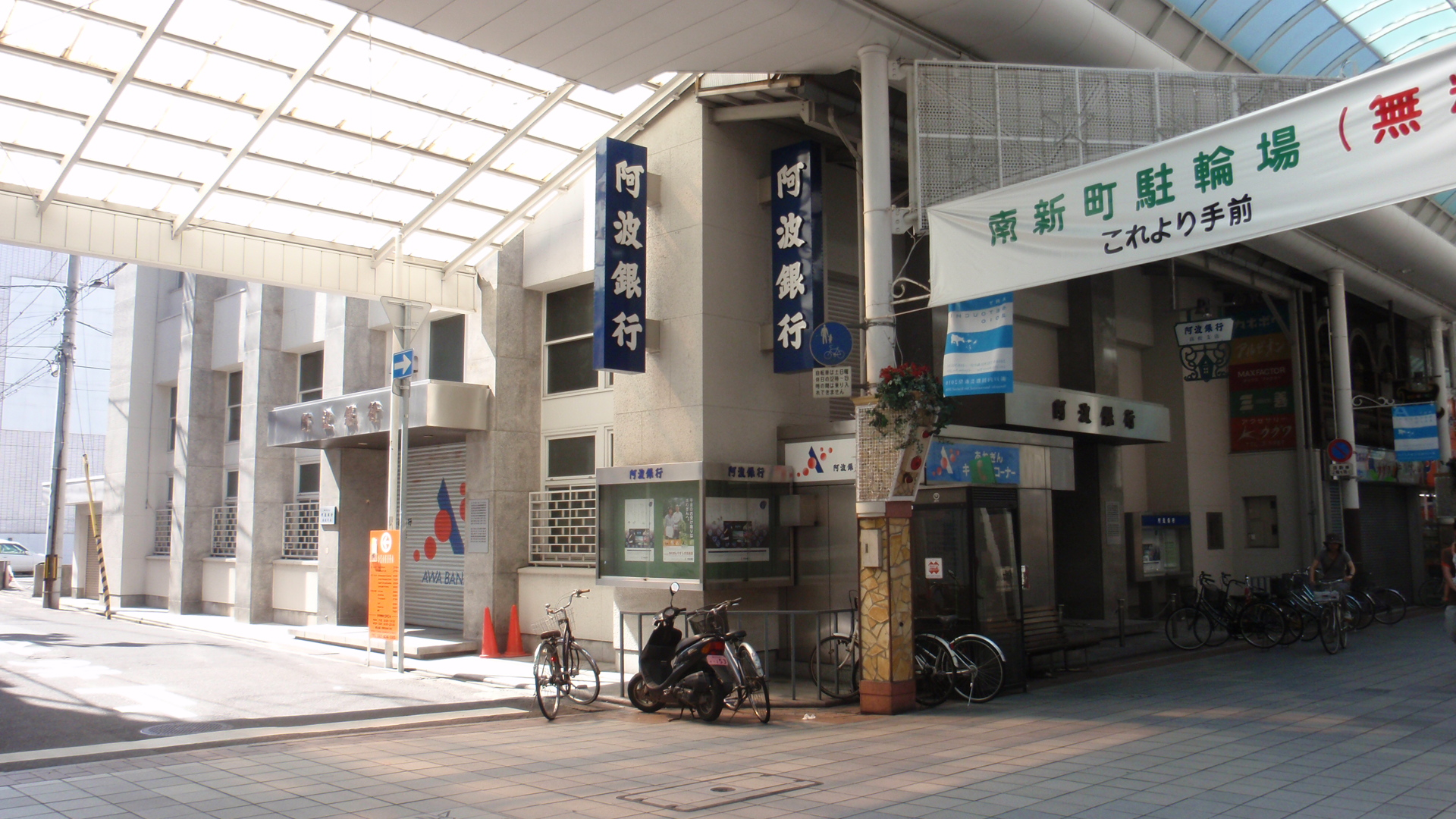
旧高松支店（高松市南新町）。2016年12月5日に移転。

株式会社阿波銀行（あわぎんこう、英: The Awa Bank, Ltd.）は、徳島県徳島市に本店を置く地方銀行である。通称「あわぎん（阿波銀）」。徳島県（旧阿波国）内を中心に、四国各県や瀬戸内海を挟んで近接する岡山県、兵庫県、大阪府、首都圏（東京都と神奈川県）にも進出している（「店舗展開」参照）。

## 概要
明治時代に開業した"阿波商業銀行"が前身。徳島県の指定金融機関である。
旧三菱銀行の親密地銀であり、三菱UFJフィナンシャル・グループとの関係が深い。
近年は関東地方へも進出しており、東京都北区王子に営業拠点を設置したほか、2013年8月には神奈川県横浜市にも法人営業部を設置した（2015年7月に支店化）上、関西での融資の開拓にも力を入れるなど、徳島県外での営業強化が顕著である。だが、中四国地方の地方銀行で唯一広島県に店舗を構えていない。一方で、四国の地方銀行の中では空中店舗化が顕著であり、四国内のうち高松支店と高知支店は空中店舗化している。
2019年12月16日、徳島市東新町に所在した阿波銀新町ビルを解体し、建てられた本店営業部がオープンした。なお営業部移転後の本店は本社機能に特化する（下記参照）。

### 背景
阿波銀行の前身となる久次米銀行は、藍商の久次米兵次郎が創設した、全国6番目の私立銀行であった。当時は三井銀行に次いで全国2番目の資本金を誇ったが、やがて経営に行き詰まり、合名会社(旧)阿波銀行に経営を受け継ぐことになる。ここでも藍商である西野謙四郎、美馬儀一郎たちによって再建され、現在では徳島経済界の主軸銀行となっている。
ここに阿波銀における、永代取引という伝統的な営業方針を垣間見ることが出来る。これは目先の短期的な利益を求めるのではなく、取引先を大事にし、幾代にもわたり息の長い取引を継続していくという方針に則っているとされる。

## 沿革
- 1896年（明治29年）6月19日 破綻した久次米銀行の関西部の経営を受け継いだ整理会社である、合名会社(旧)阿波銀行が母体となり、株式会社阿波商業銀行として設立。同時に大阪支店開設。
- 1898年（明治31年）10月 - 貯蓄銀行条例に準拠して貯蓄部兼営を開始。
- 1921年（大正10年）12月 - 貯蓄部を分離し、阿波貯蓄銀行として創業。
- 1927年（昭和2年）3月 - (旧)本店新築落成。
- 1928年（昭和3年）5月 - 徳島銀行の営業権譲受。
- 1934年（昭和9年）4月 - 二木銀行を買収合併。
- 1943年（昭和18年）8月 - 阿波貯蓄銀行を吸収合併。
- 1944年（昭和19年）1月 - 預金1億円突破。
- 1951年（昭和26年）7月 - 資本金1億円に増資。
- 1960年（昭和35年）12月 - 外国為替業務取扱開始。
- 1964年（昭和39年）10月1日 - 株式会社阿波銀行に商号変更。
- 1965年（昭和40年）9月 - 東京支店開設。
- 1966年（昭和41年）
  - 7月 - 本店新築落成。
  - 10月 - 資本金10億円に増資。
- 1968年（昭和43年）3月 - 預金1,000億円突破。
- 1973年（昭和48年）
  - 1月 - 事務センター竣工。
  - 4月 - 東京・大阪両証券取引所第2部上場。
- 1974年（昭和49年）2月 - 東京・大阪両証券取引所第1部上場。
- 1975年（昭和50年）2月 - オンラインスタート。
- 1976年（昭和51年）9月 - 財団法人阿波銀福祉基金設立。
- 1977年（昭和52年）3月 - 総預金5,000億円突破。
- 1981年（昭和56年）
  - 3月 - 研修所落成。
  - 4月 - 海外コルレス業務開始。
- 1983年（昭和58年）4月 - 公共債の窓口販売業務取扱開始。
- 1984年（昭和59年）
  - 7月 - ファームバンキング開始。
  - 9月 - 総預金1兆円突破。
- 1985年（昭和60年）
  - 3月 - 財団法人徳島経済研究所設立。
  - 6月 - 公共債ディーリング業務開始。
  - 8月 - 海外コルレス包括承認取得。
- 1986年（昭和61年）4月 - 資本金83億円に増資。
- 1988年（昭和63年）
  - 1月 - 第1回無担保転換社債発行。
  - 6月 - 担保附社債信託業務の営業免許取得。
  - 7月 - 徳島市指定金融機関となる。
- 1989年（平成元年）10月 - 資本金152億円に増資。
- 1990年（平成2年）10月 - サンデーバンキング開始。
- 1993年（平成5年）3月 - 新事務センター「鴨島センター」竣工。
- 1994年（平成6年）1月 - 信託業務取扱開始。
- 1995年（平成7年）
  - 1月 - 新総合オンラインシステム稼動。
  - 1月 - 財団法人阿波銀行学術・文化振興財団設立。
- 1996年（平成8年）
  - 2月 - CD・ATMの祝日稼動開始。
  - 6月 - 創業100周年。
- 1997年（平成9年）
  - 2月 - 阿波銀新町ビル竣工。
  - 4月 - 資本金234億円に増資。
- 1998年（平成10年）
  - 3月 - 県内店舗網200店達成。
  - 5月 - 総預金2兆円突破。
  - 12月 - 証券投資信託窓口販売業務取扱開始。
  - 12月 - ニューヨーク事務所閉鎖（1988年に開設したが、閉鎖時、年間来所者30人程度であった）。
- 2000年（平成12年）11月 - 第1回無担保普通社債発行。
- 2001年（平成13年）
  - 4月 - 住宅ローン利用者向け長期火災保険の取扱開始。
  - 4月 - 香港駐在員事務所（1994年12月開設）廃止、海外拠点は全廃となる。
- 2002年（平成14年）
  - 6月 - 執行役員制度導入。
  - 10月 - 個人年金保険の取扱開始。
- 2004年（平成16年）
  - 1月 - じゅうだん会共同版システム稼動。
  - 12月 - 証券仲介業務開始。
- 2008年（平成20年）11月 - 同行と、百十四銀行・伊予銀行・四国銀行とのATM相互出金無料提携を開始。
- 2009年（平成25年）- 徳島県郷土文化会館の命名権を取得。愛称が「あわぎんホール」となる。

- 2014年（平成26年）
  - 7月 - 連結子会社「阿波銀コンサルティング」設立。
  - 12月25日 - じゅうだん会組成行と災害時の相互支援協定を締結[7]。
- 2015年（平成27年）7月27日 - 横浜支店開設（横浜法人事業部を格上げ）
- 2016年（平成28年）11月11日 - 百十四銀行、四国銀行、伊予銀行と共に地方創生の推進に向けた包括提携「四国アライアンス」を締結[8]。
- 2018年（平成30年）10月1日 - 眉山ロープウェイの命名権を取得。愛称が「あわぎん眉山ロープウェイ」となる[9]。
- 2019年（令和元年）12月16日 - 新本店営業部がオープン。
- 2020年（令和2年）1月31日 - 野村證券と、株式や投資信託など証券関連商品の仲介業務統合を柱とした業務提携で基本合意したと発表[10][11]。

## 関連会社

### 連結子会社
- 阿波銀保証株式会社
- 阿波銀カード株式会社
- 阿波銀コンサルティング株式会社
- 阿波銀リース株式会社

### 出資会社
- 四国アライアンスキャピタル

## 店舗展開

### 本店営業部
2019年12月16日、本店ビルにあった本店営業部と両国橋支店を移転統合し、徳島市東新町一丁目に事業費約29億円を投じ建てられた新しい本店営業部がオープンした。建物は地上4階地下1階建てで、延床面積は4974㎡。外観は石造りのフレームとガラス張りを基調にし、内部を吹き抜けの構造とした。延床面積の約6割が公共スペースで、ギャラリーの阿波銀プラザ、仕事や勉強に使えるコワーキングスペースのほか、徳島の歴史を展示する「ヒストリールーム」などを設けた。また、「フロアアテンダント」と名付けた新しい担当者を11人配置して、銀行利用目的以外の来店客も案内する。

### 県外展開
2023年10月現在、徳島県を除く中・四国内に6店舗（うち出張所1）、関西に10店舗（うち出張所1）、関東に6店舗を展開している。
徳島県を除く中・四国地方では、香川県（高松市・丸亀市）、高知県（高知市）、愛媛県（松山市・今治市）、岡山県（岡山市）。関西では、大阪府（大阪市・堺市・枚方市・吹田市・東大阪市）、兵庫県（神戸市・尼崎市・姫路市）。関東では、東京都（中央区・大田区・江戸川区・北区・渋谷区）神奈川県（横浜市）に店舗を置いている。

### 店舗統合
店舗統合の際、口座店のみを残すブランチインブランチの手法をとったケースがある。括弧内は統合先の店舗。
- 徳島駅前支店（本店営業部。ATMコーナーは残存）
- 新聞放送会館出張所（本店営業部、2012年8月6日から。ATMコーナーは残存）[15]
- かちどき橋支店（両国橋支店、2009年1月26日から。ATMコーナーは残存）[16]
- 大津支店（鳴門支店、2010年1月25日から）[17]
- 矢三支店（田宮支店、2011年10月17日から。ATMコーナーは残存）[18]
- 見能林支店（阿南支店、2011年10月24日から。ATMコーナーは残存）[18]
- 古庄支店（羽ノ浦支店、2012年1月23日から。ATMコーナーは残存）[19]
- 末広支店（福島支店、2015年12月7日から。ATMコーナーは残存）[20]
- 丸亀支店（高松支店、2018年2月5日から。）[21]
- 勝瑞支店（北島支店、2018年7月23日から。ATMコーナーは残存）[22]
- 中田支店（小松島支店、2018年8月5日から。ATMコーナーは残存）[22]
- 両国橋支店（本店営業部、2019年12月9日から。ATMコーナーは残存）[23]

## 情報処理システム
2004年1月5日、基幹系システムを八十二銀行のシステムをベースとするじゅうだん会共同版システムに移行した。
2014年4月1日、徳島県内外の全店舗にiPad Airを導入した。書類を電子化した上で、顧客の負担軽減化を図り、併せて商品提案力を強化したいとしている。

## ATM提携
コンビニATM提携は、2007年9月18日からイーネットとローソンATMとのサービスが開始された。また、2013年2月22日にはセブン銀行との提携も開始されている。

## キャラクター
かつてCMキャラクターとして徳島出身の板東英二を起用していた。現在はイメージキャラクターに、RODAN（地元育ちの4コマ漫画家・佃公彦が生みの親）が採用されている。また、あわぎんスマートネクスト（カードローン）のCMキャラクターに乃木坂46（2024年8月現在、梅澤美波・久保史緒里・与田祐希・賀喜遥香・筒井あやめの5名）が起用された。